# 웅촌로
웅촌로(Ungchon-ro)는 울산광역시 울주군 웅촌면 대대리 회야교와 남구 무거동 무거삼거리를 잇는 울산광역시의 도로이다.

## 주요 경유지
울산광역시
- 울주군 (웅촌면 · 청량읍) - 남구 (무거동)

## 노선
| 이름                      | 접속 노선                           | 소재지          | 소재지          | 비고                  |                 |
| 웅상대로와 직결           | 웅상대로와 직결                     | 웅상대로와 직결 | 웅상대로와 직결 | 웅상대로와 직결       | 웅상대로와 직결 |
| ------------------------- | ----------------------------------- | --------------- | --------------- | --------------------- | --------------- |
| 회야교                    |                                     | 울산광역시      | 울주군          |                       |                 |
| 울산CC입구                |                                     | 울산광역시      | 울주군          |                       |                 |
| 상대마을                  |                                     | 울산광역시      | 울주군          |                       |                 |
| 하수처리장입구            | 상대2길 물건너길                    | 울산광역시      | 울주군          |                       |                 |
| 중대마을                  | 상대길                              | 울산광역시      | 울주군          |                       |                 |
| 대대마을 교차로           | 광청로                              | 울산광역시      | 울주군          |                       |                 |
| 하대마을                  | 허가길 하대중앙길 저리3길           | 울산광역시      | 울주군          |                       |                 |
| 저리마을앞 교차로         | 저리2길                             | 울산광역시      | 울주군          |                       |                 |
| 대진마을앞 교차로         | 내기길                              | 울산광역시      | 울주군          |                       |                 |
| 웅촌교                    |                                     | 울산광역시      | 울주군          |                       |                 |
| 초천마을앞 교차로         | 서중2길 새초천길                    | 울산광역시      | 울주군          |                       |                 |
| 웅촌초등학교              | 곡천동문길                          | 울산광역시      | 울주군          |                       |                 |
| 동문마을앞 교차로         | 곡천동문길                          | 울산광역시      | 울주군          |                       |                 |
| 곡천삼거리                | 곡천동문길                          | 울산광역시      | 울주군          |                       |                 |
| 원당골사거리              | 대복동천로                          | 울산광역시      | 울주군          |                       |                 |
| 대복삼거리 (대복고가차도) | 삼동로                              | 울산광역시      | 울주군          |                       |                 |
| 산하교                    |                                     | 울산광역시      | 울주군          |                       |                 |
| 대복 교차로               | 국도 제7호선 (이예로)               | 울산광역시      | 울주군          | 하행 진입 불가        |                 |
| 반정삼거리                | 삼정로                              | 울산광역시      | 울주군          |                       |                 |
| 대복 교차로               | 국도 제7호선 (이예로)               | 울산광역시      | 울주군          | 하행 진출 불가        |                 |
| 밤티고개                  |                                     | 울산광역시      | 울주군          |                       |                 |
| 율현마을 교차로           | 율현양당1길 율현음달길              | 울산광역시      | 울주군          |                       |                 |
| 문수 나들목               | 65호선 동해고속도로 율리삼동로      | 울산광역시      | 울주군          |                       |                 |
| 울주군청사입구            | 군청로                              | 울산광역시      | 울주군          |                       |                 |
| 청량교                    |                                     | 울산광역시      | 울주군          |                       |                 |
| 문수사입구                | 율리영해로                          | 울산광역시      | 울주군          |                       |                 |
| 율리공영차고지 (율촌육교) | 국도 제7호선 국도 제14호선 (청량로) | 울산광역시      | 울주군          | 국도 제7, 14호선 구간 |                 |
| 두현삼거리                | 청량천변로                          | 울산광역시      | 울주군          | 국도 제7, 14호선 구간 |                 |
| 무거삼거리                | 국도 제7호선 국도 제14호선 (대학로) | 울산광역시      | 남구            | 국도 제7, 14호선 구간 |                 |
| 문수로와 직결             |                                     |                 |                 |                       |                 |

## 주요 건물 및 시설
- SK에너지 행복충전 상대LPG충전소 (울산광역시 울주군 웅촌면 웅촌로 20)
- SK에너지 상대주유소 (울산광역시 울주군 웅촌면 웅촌로 22)
- GS칼텍스 태이주유소 (울산광역시 울주군 웅촌면웅촌로 81)
- HD현대오일뱅크 명성셀프주유소 (울산광역시 울주군 웅촌면웅촌로 217)
- S-OIL 곡천쥬유소 (울산광역시 울주군 웅촌면 웅촌로 343)
- 알뜰흥연주유소 (울산광역시 울주군 웅촌면 웅촌로 377)
- 동문마을복지회관 (울산광역시 울주군 웅촌면 웅촌로 378)
- HD현대오일뱅크 경성주유소 (울산광역시 웅촌면 웅촌로 464)
- S-OIL 신일복합츙전소 (울산광역시 울주군 웅촌면 웅촌로 490)
- S-OIL 웅촌구도일주유소 (울산광역시 울주군 웅촌면 웅촌로 504)
- 제일카정비 (울산광역시 울주군 웅촌면 웅촌로 522)
- HD현대오일뱅크 아울렛주유소 (울산광역시 울주군 웅촌면 웅촌로 532)
- SK에너지 으뜸주유소 (울산광역시 울주군 웅촌면 웅촌로 553)
- HD현대오일뱅크 광명주유소(울산광역시 울주군 웅촌면 웅촌로 567)
- SK에너지 오복충전소 (울산광역시 울주군 웅촌면 웅촌로 656)
- HD현대오일뱅크 대복주유소 (울산광역시 울주군 웅촌면 웅촌로 671)
- S-OIL 좋은기름나라웅촌지점 (울산광역시 울주군 웅촌면 웅촌로 724)
- S-OIL 문수가스충전소 (울산광역시 울주군 웅촌면 웅촌로 725)
- GS칼텍스 율선주유소 (울산광역시 울주군 청량읍 웅촌로 1035)
- S-OIL 율리셀프주유소 (울산광역시 울주군 청량읍 웅촌로 1044)
- 투썸플레이스 울주군청율리점 (울산광역시 울주군 청량읍 웅촌로 1202)
- 율리공영차고지 (울산광역시 울주군 청량읍 웅촌로 1263)